# اسدخان بختیاروند
اسدخان بهداروند یا اسدخان بختیاروند (زاده ۱۱۴۹ منطقه بختیاری - درگذشته ۱۲۰۶ شیراز) از سران ایل بختیاری در دوران قاجار بود، که همزمان با پادشاهی فتحعلی‌شاه قاجار، در فاصله سالهای ۱۱۹۴ (معادل ۱۸۱۵) تا ۱۲۰۶ ایلخانی بختیاری (ریاست ایل بختیاری) را برعهده داشت. وی از خوانین شاخه هفت‌لنگ ایل بختیاری و رئیس طایفه بختیاروند به‌شمار می‌آمد. اسدخان در دوره حیات خود همواره با حکومت قاجار در ستیز بود.

## زندگی‌نامه
اسدخان بختیاروند یا اسدالله میرزا بختیاروند فرزند حیدرخان بختیاروند بود، که در سال ۱۱۴۹ در منطقه بختیاری زاده شد. اجداد او از حشم‌داران بزرگ بختیاری بودند، پدرش حیدرخان و پدربزرگش شاه‌مرادخان از خوانین ایل بختیاری و رئیس طایفه بهداروند بودند، که گله‌های بزرگی از احشام داشتند و تا زمان حیات اسدخان و فرزندش جعفرقلی‌خان، زندگی عشایری و کوچ‌نشینی داشتند. اسدخان به همراه طایفه‌اش تابستان‌ها در دامنه‌های زردکوه و زمستان‌ها در دژ دژملکان بین اندیکا و لالی، همچنین جلکان و سهرکان زندگی می‌کردند. دژ ملکان که بعدها به دژ اسدخان معروف گشت، دژی بسیار مستحکم و کهن است. اسدخان از سرداران طایفه بهداروند یا بختیاروند بود، که طایفه‌ای از شاخه هفت‌لنگ ایل بختیاری می‌باشد. او به واسطه کشتن شیرها در دشت شیمبار بختیاری، به اسدخان شیرکش نیز مشهور گردیده بود. وی با دو وصلت در میان بختیاری‌ها قدرت خود را افزون نمود. اول اینکه دختر طهماسب‌خان راکی را به همسری برگزید و دوم دختر خود را به ازدواج نامدارخان منجزی درآورده بود.
دربارهٔ چگونگی آشنایی فتحعلی‌شاه با اسدخان که در آن زمان نوجوان چهارده ساله‌ای بود و هنوز حیدرخان پدرش در قید حیات بود، در کتاب «تاریخ قاجار» یا «حقایق الاخبار ناصری» آمده است: در سال ۱۱۹۹ هجری قمری فتحعلی‌خان معروف به باباخان برادر زاده و ولیعهد آقامحمدخان قاجار که ملقب به جهانبانی بود، به حکومت عراق و فارس که بختیاری نیز جزء آن بود، منصوب گردید. ولیعهد قاجار فتحعلی‌خان تا شب شنبه بیست و یکم ذیحجه سال ۱۲۱۱ هجری که آقامحمدخان کشته می‌شود، در این سمت بود. در این زمان اسدخان ۲۵ ساله و پس از مرگ پدرش رئیس ایل بود.
اما به تدریج میانه شاه و خان بختیاری به هم خورد و روابط تیره گشت. اسد خان نیز که در جنگاور و شجاعت زبان زد بود بخش زیادی از عمر خود را به عنوان یاغی و متمرد سپری کرد و کمتر حاضر بود تابع دولت مرکزی باشد. اسدخان مخالف سرسخت دولت وقت و پادشاه آن زمان فتحعلی شاه و سالها یاغی دولت بود و در بختیاری حکمرانی می‌کرد، به گونه‌ای که به او «شاه اسد» می‌گفتند. نیروهای قاجار که مدتها در تعقیب و کمین اسدخان بودند، موفق شدند به هنگام شکار، اسدخان را دستگیر کنند، سپس او را روانه تهران نمایند. فتحعلی‌شاه دستور داد او را زنده به گور کنند و در مقابل چشمانش قبرش را بکنند. مأموران اجرای حکم در مقابل چشمان اسدخان مشغول کندن گور شدند، گورکن خسته شده بود و به سستی بیل می‌زد. اسدخان با شهامت و در نهایت خونسردی بیل را گرفت و شروع به کندن قبر کرد و قبر را به سرعت آماده کرد. رشادت اسدخان به گوش فتحعلی‌شاه رسید، شاه نیز از این کار اسدخان خوشش آمد، وی را بخشید اما دستور داد تا زنده است در تهران بماند.
اسدخان در تهران بسر می‌برد تا اینکه ژنرال گاردان در راس هئیتی فرانسوی برای برقراری روابط با ایران به دربار فتحعلی‌شاه آمد. با توافق بعمل آمده فرانسوی‌ها تعهد کردند قشون ایران را به سلاح‌های روز تجهیز کنند. افسران فرانسوی برای عملی ساختن تعهدات خود در ساخت توپخانه و مهمات به زغال نیاز داشتند. فتحعلی‌شاه به ۲ خان بختیاری یعنی حبیب‌الله‌خان دورکی و اسدخان بختیاروند که هر دو در تهران بودند، دستور داد به بختیاری بروند و در ازاء آزادی‌شان، زغال مورد نیاز را تأمین کنند. خوانین راهی بختیاری شدند، وقتی به بختیاری رسیدند اسدخان از فرمان شاه تمرد کرد. حبیب‌الله‌خان موضوع سرپیچی اسدخان را به شاه گزارش کرد. از طرف شاه، حاکم اصفهان مأمور سرکوبی اسدخان شد. قشون قاجار با همراهی افسران فرانسوی و با کمک دورکی‌ها به فرماندهی الیاس‌خان فرزند فرج‌الله‌خان دورکی به جنگ اسدخان رفتند. این جنگ به نوعی جنگ بین بختیاروندها و دورکی‌ها نیز بود، زیرا حبیب‌الله‌خان دورکی و اسدخان بهداروند هر دو مدعی ریاست بر شاخه هفت لنگ بودند و زیر بار ریاست یکدیگر نمی‌رفتند. پیروزی یکی از این دو خان می‌توانست ریاست وی را بر شاخه هفت‌لنگ تضمین کند.
اردوی نظامی دولت در سال ۱۲۲۷ قمری در دامنه‌های زردکوه، اسدخان و طایفه بهداروند را به محاصره درآوردند آنها را تا دامنه کوه در نزدیگی تنگه‌ای که معروف به «کلن‌چین» بود عقب راندند. اسدخان که خود را در میان کوه و دشمن در محاصره دید، تصمیم گرفت برای نجات خود و طایفه‌اش از راهی سخت و بسیار دشوار عبور کند. این راه تنگه کلن‌چین بود، با صخره‌ای به ارتفاع ده متر که فقط با طناب از آن می‌شد عبور کرد. اسدخان دستور داد صد راس اسب، الاغ، گاو و گوسفند کشتند و در پای صخره انداختند، تا راهی برای عبور زنان و کوکان ایجاد گردد. طایفه بهداروند در میان گلوله‌باران شدید، با تحمل تلفات سنگین توانست از این مسیر خود را نجات دهد و خود را به گرمسیر رسانده در دژ اسدخان یا دژ ملکان پناه گیرد. در این جنگ که به جنگ «کلن‌چین» معروف شده است، ده‌ها نفر کشته و صدها راس دام تلف گردید.
با اینکار، اسدخان به شدت مغضوب دولت گردید. در سال ۱۲۳۱ قمری حکومت بختیاری به شاهزاده محمدتقی میرزا واگذار گردید. وی دو نفر از نزدیکان خود به نام‌های میرزا علی گرایلی و آقا قاسم را نزد اسدخان فرستاد و به وی پیام داد که دست از یاغی‌گری برداشته و اطاعت خود را از دولت اعلام دارد. اسدخان ضمن رد دستور شاهزاده، دو فرستاده وی را زندانی کرد. (سردار اسعد) ۱۳۸۳: ۴۰۹)
مدتی بعد فتحعلی‌شاه، فرزند دیگر خود محمدعلی میرزا دولتشاه را مأمور دستگیری اسدخان کرد. دولتشاه به تنهایی رهسپار دژ اسدخان شد و اطراف دژ گشت و گذاری کرد و متوجه شد که امکان یورش و نفوذ به این دژ وجود ندارد. اسدخان که در خارج از دژ مشغول امورات خود بود، چشمش به شاهزاده افتاد، وی را شناخت، نزد او رفت و پرسید کیستی و اینجا چکار داری؟ شاهزاده گفت: یکی از سپاهیان شاهزاده هستم برای تماشای دژ آمده‌ام. اسدخان نیز پاسخ داد من هم یکی از نوکرهای اسدخان هستم، رسم بختیاری و ایلات چنین است که وقتی مهمانی وارد خانه ما می‌شود باید از وی پذیرائی کنیم، بفرمایید ناهار میل کنید بعد مراجعت نمایید. شاهزاده نیز که اسدخان را می‌شناخت، بی پروا دعوت اسدخان را پذیرفت و همراه وی به سوی دژ حرکت کردند. وقتی به ورودی دژ رسیدند، اسدخان اسبش را گرفت و گفت: بنده اسدخان و شما هم شاهزاده محمدعلی میررای دولتشاه هستید. شاهزاده او را در بغل گرفت و بوسید، اسدخان نیز مراتب تعظیم و تکریم را بجای آورد. شاهزاده به اسدخان گفت: به بالای دژ برو و با خانواده‌ات خداحافظی کن و همراه من به اردوگاه برویم. اسدخان گفت: اگر به دژ بروم، حال و هوای دژ مرا پشیمان می‌کند، هم‌اکنون هر کجا که بخواهی بروی، در رکاب تو خواهم بود. از این پس اسدخان در رکاب شاهزاده بود.
در کتاب «تاریخ بختیاری» روایت دیگری شده است و آنکه شاهزاده، مشاور خود میرزا محمد لواسانی را با پیامی نزد اسدخان فرستاد تا وی را تشویق کند که خود را تسلیم نماید. میرزا محمد در پایان دیدار خطاب به اسدخان گفت: مصلحت آن است که از دژ فرود آیی و شاهزاده را دیدار نمایی، اگر مقصود را در کنار دیدی جانب آشتی پیش گیر و الاّ بار دیگر به قلعه خود بازگرد و کسی هم مانع تو نخواهد شد. اسدخان قبول کرد و از دژ خارج گردید و به دیدار شاهزاده رفت. شاهزاده به گرمی با وی سخن گفت و مشغول صحبت شدند که سواران شاهزاده، اسدخان را محاصره کردند و هدف گرفتند. در نهایت اسدخان قبول کرد که در رکاب شاهزاده به تهران برود. وی پس از خداحافظی با خانواده‌اش همراه شاهزاده به تهران رفت و به دستور شاهزاده در اصطبل سلطنتی پناهنده شد. شاهزاده نزد پادشاه رفت و خبر داد که هم‌اکنون اسدخان حاضر است. شاه دستور داد تا میرغضب سر از بدن او جدا کند اما با وساطت شاهزاده، شاه او را بخشید مشروط بر اینکه تا زنده است در تهران بماند و در رکاب شاهزاده باشد.
اسدخان که در معیت شاهزاده محمدعلی میرزا دولتشاه بسر می‌برد، در سال ۱۲۳۷ هجری قمری سرداری سپاه بختیاری را در جنگ با امپراتوری عثمانی بر عهده داشت. هنگامی‌که دولتشاه در بغداد با سپاهیان عثمانی نبرد می‌کرد، اسدخان به همراه سواران بختیاری بصره را فتح کرد، هر چند سال بعد، شاه قاجار آن را به عثمانی بازگرداند.
اسدخان که انس شدیدی به شاهزاده دولت شاه پیدا کرده بود و بارها وفاداری خود را به وی نشان داده بود، با مرگ شاهزاده، شبانه اردوی دولت را ترک و به موطن خود بازگشت. داستان چنین است وقتی شاهزاده که در این زمان حاکم کرمانشاه بود و اسدخان نیز همراهش بود، بیمار گردید و حدس زد که مرگش فرا رسیده است. اسدخان و حسن‌خان فیلی که تحت حمایت وی بودند و می‌دانست بعد از مرگش در امان نخواهند بود، احضار کرد و خطاب به آنان گفت که به میان ایل خود بازگردند. این دو نفر نیز به نصیحت شاهزاده عمل کرده و به مناطق خود بازگشتند. در پایان عمر اسدخان گرفتار جنگ و نزاع در درون طایفه خود شد. روزی که از دژ خارج شده بود، پسر عمویش داود خان با خدعه وارد دژ شد و آن را تصرف و از ورود اسدخان به دژ جلوگیری کرد. اسدخان که نمی‌خواست در دوران پیری وارد جنگ و خونریزی و برادر کشی شود، به میان ایل قشقایی رفت و تا هنگام مرگ نزد دخترش بود. اسدخان در سال ۱۲۴۳ قمری درگذشت.

## درگذشت
نقل می‌کنند، اسدخان سالها تلاش می‌کند، تا داودخان را حتی با پرداخت مال، راضی به ترک دژ کند. ولی تلاش دراز مدت اسدخان برای جلب رضایت داود خان و پیش‌گیری از برادر کشی بی‌نتیجه بود، اسدخان چون برادر کشی را جایز نمی‌دانست با جمع کثیری از همراهان بسوی شیراز عزیمت نمودند. حرکت اسدخان به سمت شیراز این تصور را در شاه قاجار ایجاد کرد، که اسدخان قصد تصرف شیراز را دارد، لذا فتحعلی‌شاه قاجار سال ۱۲۴۳ هجری قمری با سپاه بسیار برای مقابله با اسدخان از طریق اصفهان عازم شیراز شد.
روایت می‌شود وقتی خبر لشکرکشی شاه به شیراز می‌رسد، دختر اسدخان از سر دلسوزی که اسدخان در دست شاه قاجار گرفتار و زجرکش نشود، پدر خود را در همین سال با سم کشت. ولی شاه قاجار با وجود شنیدن خبر مرگ اسدخان از میزبان او محمدعلی‌خان قشقایی هم نگذشت، خان قشقایی پس از شکست در جنگ از فرستادگان شاه، بسوی کرمان گریخت و تاریخ قاجار دیگر از او سخنی نمی‌گوید.

## جنگ‌ها
جنگ‌های اسدخانی در سالهای ۱۲۲۵–۱۲۵۶قمری/۱۸۱۰–۱۸۴۰ میلادی بین اسدخان رئیس شاخه بختیاروند هفت‌لنگ و الیاس‌خان دورکی، پسر ارشد فرج‌الله‌خان دورکی؛ رئیس شاخه دورکی هفت‌لنگ، از مهم‌ترین اتفاقات تاریخ بختیاری بوده است. طی این درگیری‌ها هفت‌لنگ‌ها به ۲ گروه تقسیم شده بودند و هواداران اسدخان بهداروند و الیاس‌خان دورکی با هم درگیر شده بودند.
اسدخان در زمان فتحعلی‌شاه قاجار سر به شورش و اطاعت نکردن از دولت و حکومت مرکزی برداشت و با قوای حکومتی درگیریهای فراوانی داشت. به سبب همین نافرمانی‌ها، وی به همراه علی‌صالح‌خان آل‌جمالی و الیاس‌خان دورکی دستگیر و در تهران زندانی شد. پس از مدتی او عفو و آزاد گردید و به منطقه بختیاری بازگشت. در عوض از آنها خواسته شد تا زغال و مواد سوختی توپخانه قشون قاجار را از جنگل‌های منطقه بختیاری تأمین نمایند، که اسدخان پس از بازگشت به منطقه بختیاری، از این کار سرباز زد.
در سال ۱۲۲۷ قمری، سپاهی به فرماندهی محمدعلی میرزای دولتشاه (پسر فتحعلیشاه قاجار و نایب الحکومه لرستان، کرمانشاه) برای سرکوب او به منطقه بختیاری فرستاده شد. در این نبرد که به جنگ کُـلُنچی معروف است، سپاه قاجار به اتّفاق مربیان فرانسوی با اسدخان و طایفه بهداروند در منطقه کوهستانی و صعب‌العبور «کُـلُنچی» در دامنه‌های شمالی زردکوه بختیاری درگیر می‌شوند. در این نبرد خونین، بهداروندها از جان و مال خود گذشتند و اسدخان بهداروند با همکاری داودخان بهداروند، محمودخان بهداروند، نامدارخان منجزی و آمولا آرپناهی بابادی، حسین‌خان بهداروند، ابدال‌خان بهداروند، آقاخان بهداروند، علی‌صالح‌خان آل‌جمالی، حسن‌خان آل‌جمالی، اسدالله‌خان منجزی، عزیزخان منجزی، تَمبُرخان منجزی، امان‌الله‌خان بلیوند، حبیب‌الله‌خان مش مرداسی، صیدال‌بک چنگایی، مندنی کاله، محمدقلی اسنکی، طهماسب‌خان راکی، محمدیوسف‌خان احمدمحمدی، اسحاق‌خان کهیش و خسروخان حموله، توانستند محاصره را شکسته و به محل استقرار خود در «دژ ملکان» یا «دز اسدخان» بازگردند. محمدعلی میرزا دوباره سپاه را آراست و مدت‌ها در پای دژ با بهداروندها به جنگ پرداخت. سرانجام با یکدیگر مصالحه کردند و اسدخان دست از نافرمانی کشید و با محمدعلی میرزا همراه شد. در این جنگ پسر بزرگ حبیب‌الله‌خان دورکی و پسر بزرگ عزیزالله‌خان دورکی؛ امامقلی‌خان دورکی کشته شدند.
اسدخان توانست طایفه خود را از نابودی حتمی نجات داده و به دِژ معروف خود (دِژ مَلکان) رسانده و در آن دِژ مستحکم پناه بگیرد. اسدخان و طایفه بهداروند به منظور تجدید قوا و گرفتن انتقام به مدّت چند سال به ییلاق نیامده و در خوزستان مانده و به تقویت امور مالی و نظامی خود پرداختند.
دوره ریاست اسدخان بر طایفه بهداروند یا به قول «لُرد کُرزن»، دوره ایلخانی بودن اسدخان در بختیاری از سال ۱۸۱۵ تا ۱۸۴۰ میلادی به مدّت بیست و پنج سال در زمان سلطنت فتحعلی‌شاه قاجار بود.

## پس از اسدخان
پس از اسدخان، پسرش جعفرقلی‌خان، ریاست بهداروندها را به دست گرفت. او پس از قتل‌عام و کشتار نامدارخان منجزی و عموزادگانش (اولاد سلیمان‌خان) معروف به «تیپ سوار بهداروند» در پی شورش و سرپیچی از حکومت مرکزی، به دستور حشمت‌الدوله حاکم لرستان و بروجرد، در سال ۱۲۸۵ قمری، به قتل رسید.

## اشعار حماسی
کول به کول کول خدنگ کول کلنچی/ صحرانه سوار گرهد، کُهنه تُفنگچی
کول به کول کول خدنگ کول کلنچی/ فرنگی به تش توپ نلسومه ورچی
کول به کول کول خدنگ کول کلنگ دار / اسدخون جنگ ایکنه وا شاه قاجار
کول به کول کول خدنگ کول کلنگ دار / جنگ به جریت ایکنن عزیز و نمدار
کول به کول کول خدنگ کول کلنگ بر / جنگ به جریت ایکنن عزیز و تمبر
بِس مگوهین تمبر کلو، بگوهین بهادر / جنگ به زرده کنه، شَوخی به چقاخور
عزیزخون و تمبرخون، دو شیر جنگی / اسدالله خون شاهراه کَشه، به وقت تَنگی
فرنگی گراز خوره، توپ ورم اِریزه / کِی دیده شاه اسدم، ذغال بِویزه
کلنچی ویر و خراو ایل به گداره / نمدار خون مُنجزی، به جنگ دیاره
کلنچی ویر و خراو ایل به شلوه / نمدارخون مُنجزی، سی جنگ کَلوُه
شیرم با شاه اسدم، او شیرِ جنگی / غم ایل اِخُـوره، به وقتِ تنگی
سنگر شاه اسدم، سرپوش نداره / عزیزخون نِهیب بکن، جنگ مایه داره
سَنگر شاه اَسَدُم، چَندی قشنگه / تَمبُرخُون نهیب بِکُن، دی وقت جنگه
اَسَدخُون سُوار آبید، به اسب بادپا / نمدارخون شَوخی بزَید، به لشکر شاه
اَسَدخُون سُوار آبید، به اسب بالدار / نمدارخون شَوخینه زَید، به شاه قاجار
نمدارخون منجزی، اَی کُـر بی دا / چپ و راست تیر اِیوَنه، کافر نَبینا
نمدارخون مُنجزی، اَی خانِ هفت لنگ / به اُرُش جنگ اِیکُنه، چی شیر مِن تَنگ
زَردکوه گردن بُلند، داره دوتا تاج / نمدارخون منجزی پاس ایگره باج
آحُسین قَمه طِلا، شمشیر به دَستس / مِنِ خین لِـر اِخُـوره، چار نال اَسبس
آحُسین مُنجزی، شمشیر گُلچی / جُور شیر جنگ اِکُنه، تَنگ کُلُنچی
شَهواز حَیسه سُوار، سُوار حَیسه / حَیسنه به خان بداد، خُوس مَند به جَنگه
کُلُنچینه به زَر خِرُم، به جون فروشم / چِرِشت ایل و تَبار، ایاه به گوشم
مَم یوسُف احمومِدی، طَهماسِ راکی / جور شیر جنگ اِکُنِن اسبون چَراکی
اَسَـدالله خُـونُمَـی، بَهرُمِ سُلطُـون / کُر کشینسون همنه که ایکشنتون …